# پدر اختراع
پدر اختراع (انگلیسی: Father of Invention) فیلمی در ژانر کمدی-درام به کارگردانی ترنت کوپر است که در سال ۲۰۱۰ منتشر شد.

## بازیگران
- کوین اسپیسی
- کمیلا بل
- هدر گراهام
- جانی ناکسویل
- جان استیموس
- رد وست
- مایکل روزنبام
- دانی کامدن
- کریگ رابینسون
- ویرجینیا مادسن